# Église de la Nativité de Notre-Dame de Gurgy-le-Château
Pour les articles homonymes, voir Église de la Nativité.
L’église de la Nativité de Notre-Dame est une église catholique située à Gurgy-le-Château en Côte-d'Or en France.

## Localisation
L'église de la Nativité de Notre-Dame est située dans le département français de la Côte-d'Or, sur la commune de Gurgy-le-Château.

## Historique
L'église primitive, située au sein d'une place forte construite sur un éperon rocheux, était depuis 1107 possession des évêques de Langres. L'actuelle église de la Nativité de Notre-Dame, ancienne chapelle d'une place-forte des Templiers, date du début du XIIIe siècle.

## Description

### Architecture
La nef asymétrique longue de 28 mètres, haute de 10 mètres en 4 travées, ne présente qu'un seul bas-côté à gauche. Les piliers quadrangulaires aux chapiteaux très simples soutiennent les voûtes en ogives. L'édifice est soutenu par 14 contreforts. Le sanctuaire à chevet plat est éclairé par 3 baies en lancettes surmontées d'une rose à 4 festons richement colorés.
La toiture en laves (lauzes) a été refaite en 1972. La porte d'entrée, refaite en 1754 est d'un style tout différent du reste de l'édifice ; sur la face nord, une porte du XIIIe siècle maintenant aveuglée, permettait au seigneur-évêque d'accéder directement au château. Le clocher de 42 mètres de haut est l'un des plus beaux du Châtillonnais avec trois étages avec des baies jumelées.

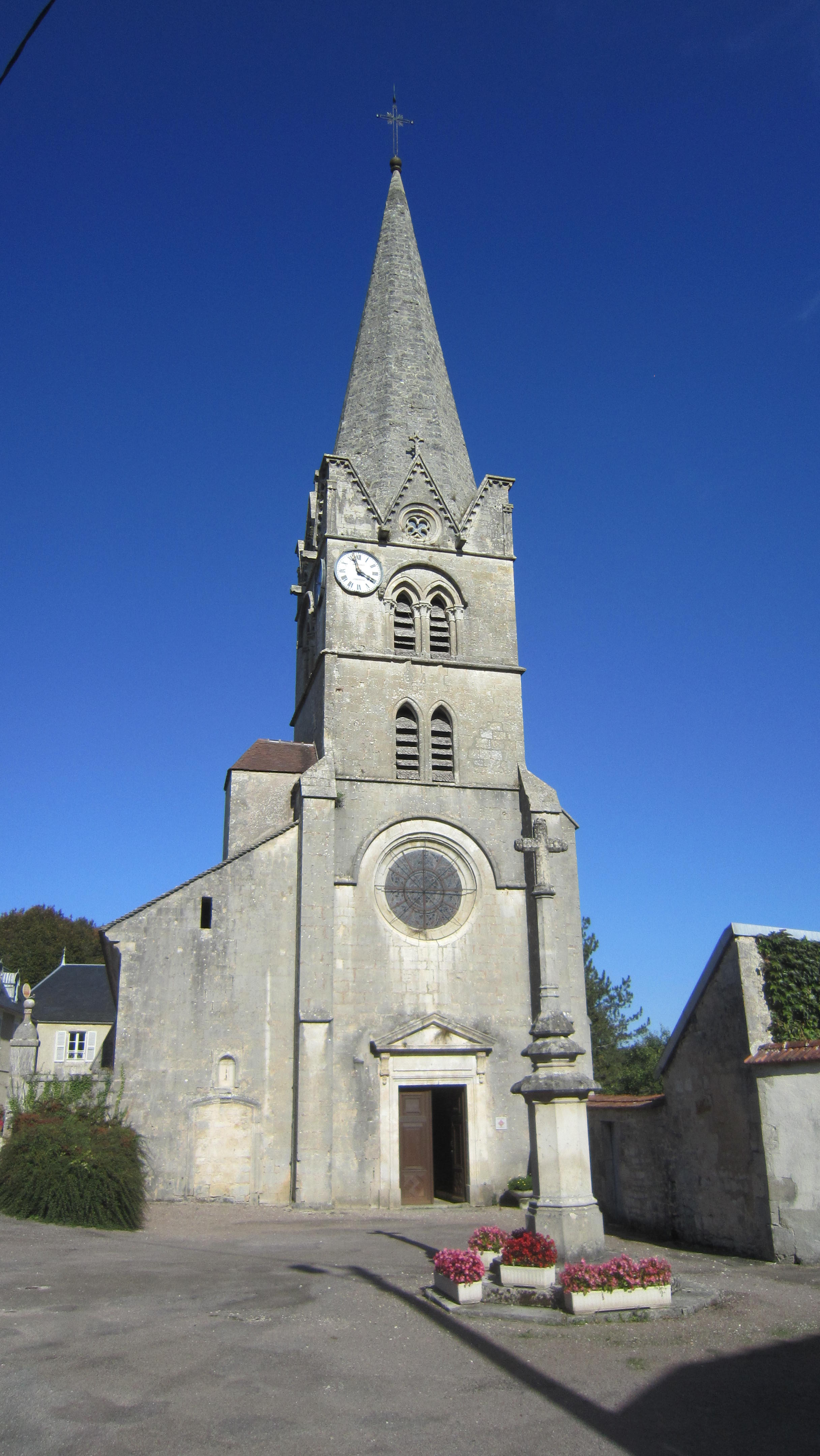
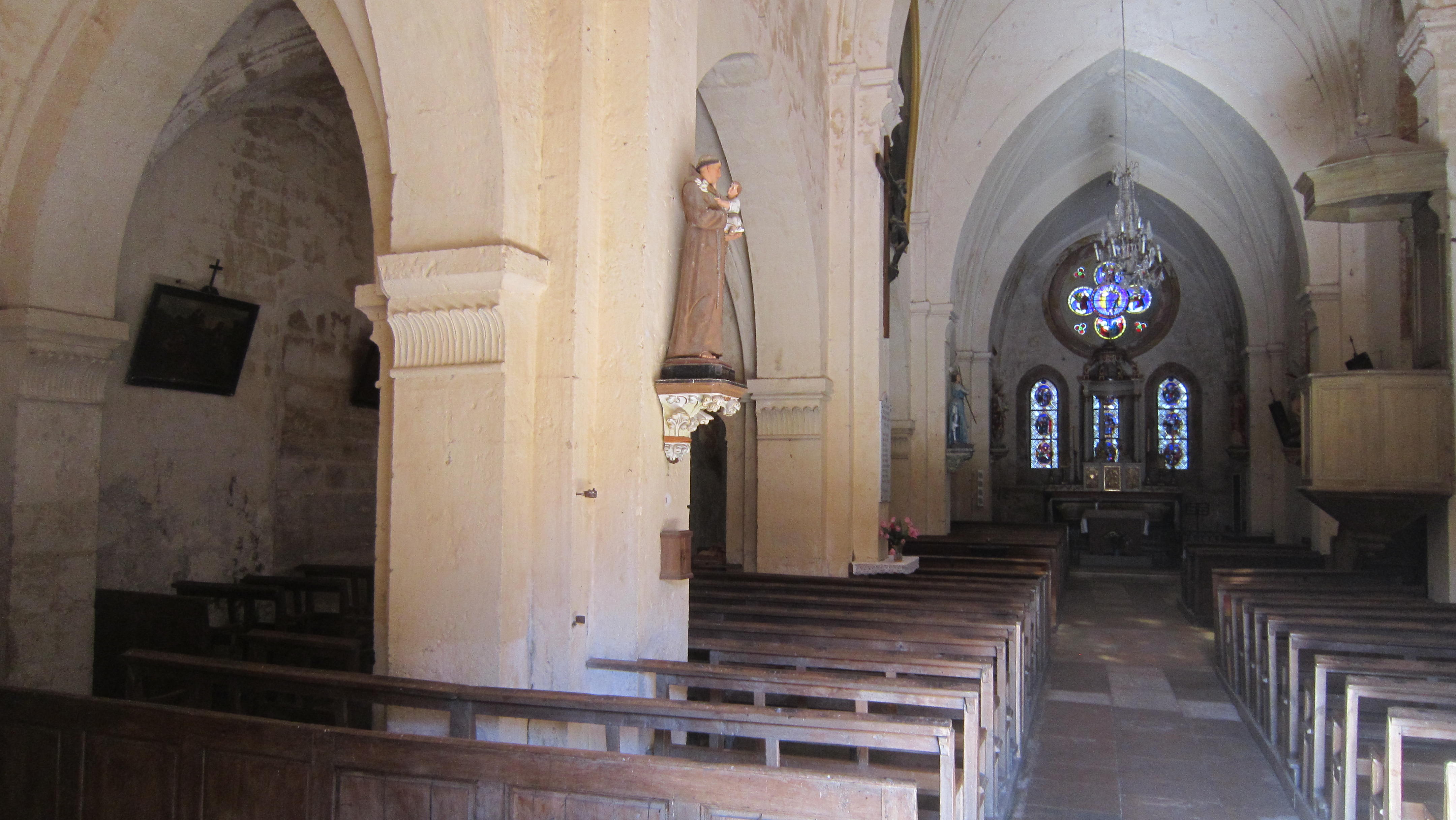
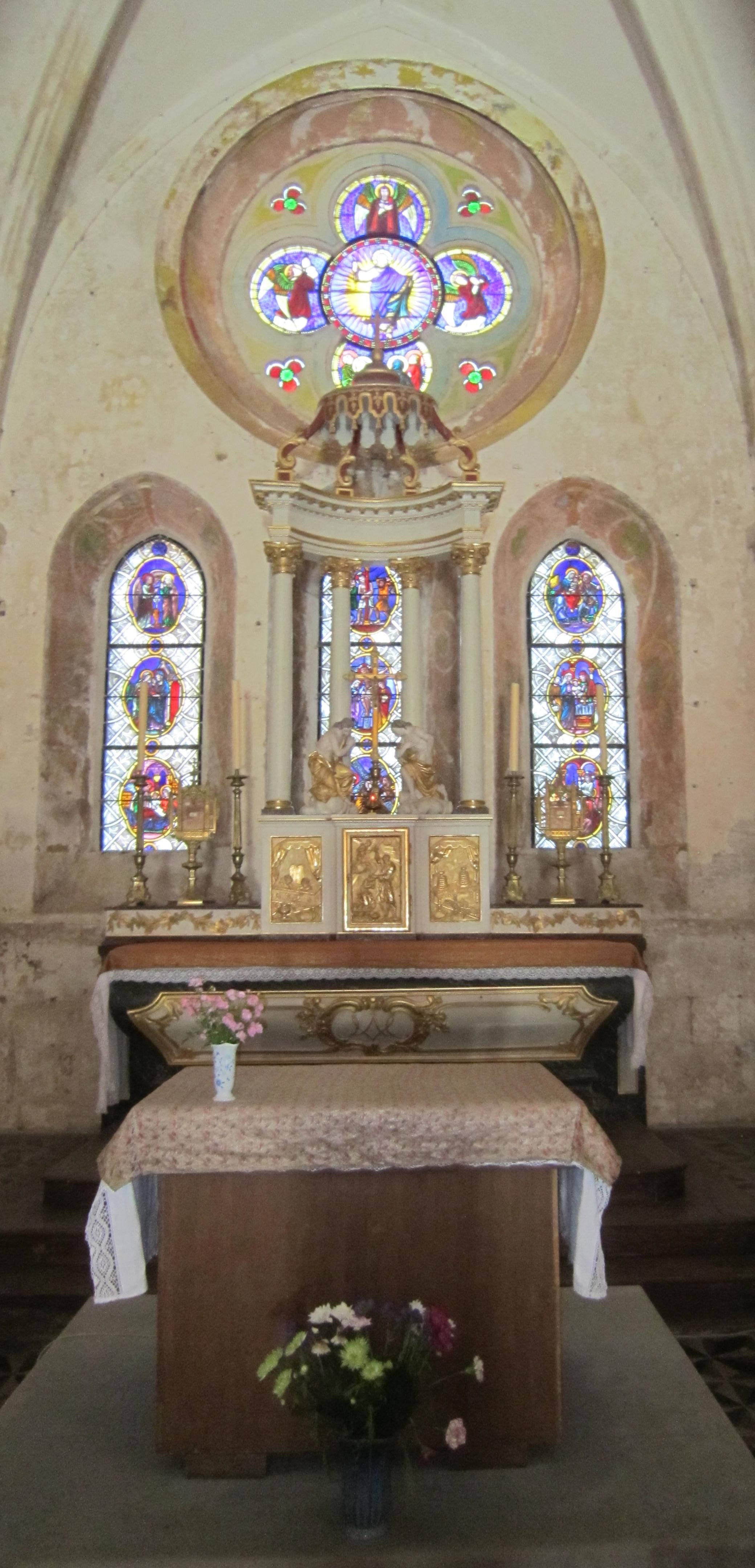
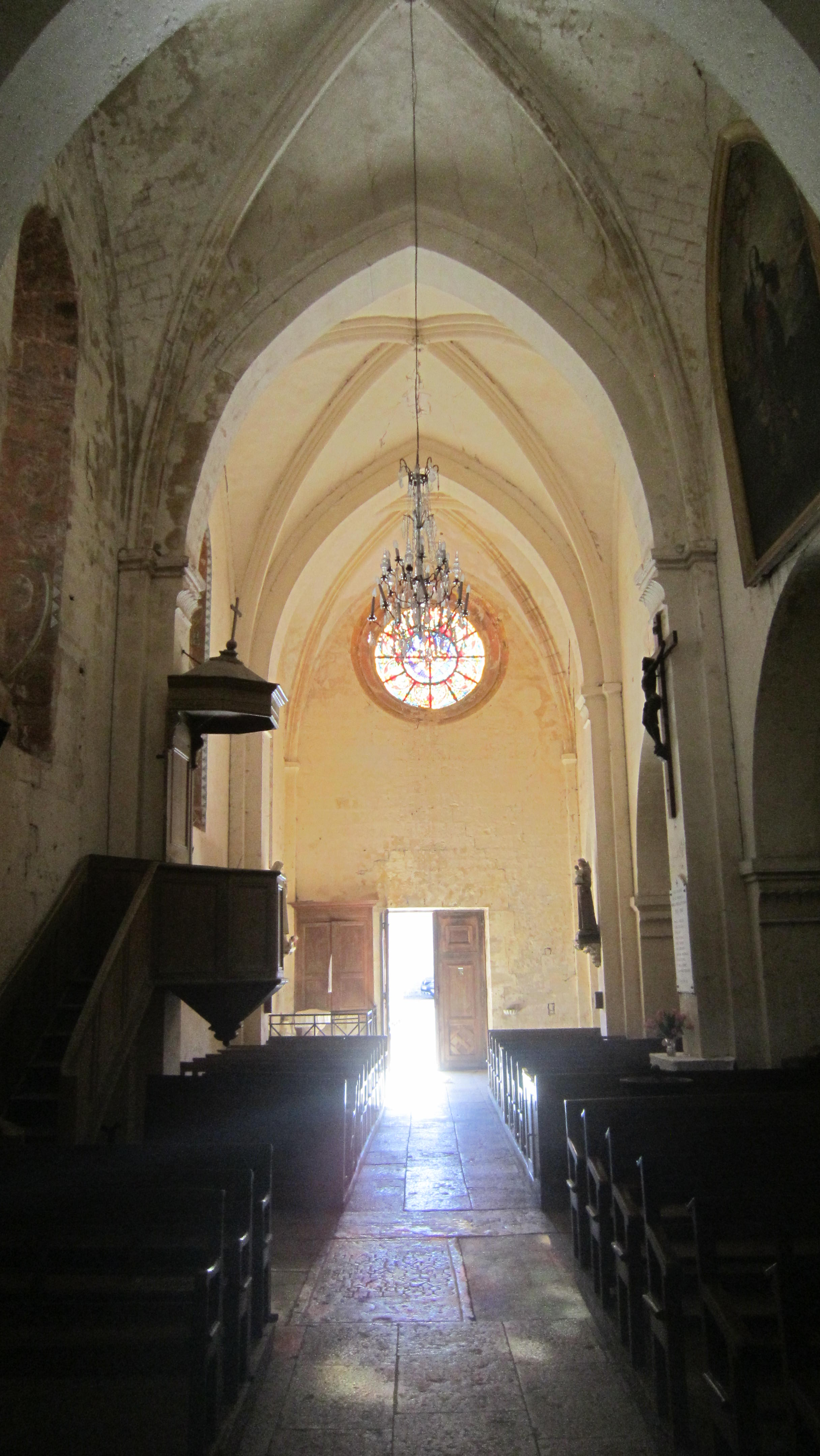

### Mobilier
La chaire et beaucoup de statues ont été détruites à la Révolution. Notons à l'Inventaire général du patrimoine culturel :
- le maître-autel du XVIIIe siècle surmonté d'un baldaquin supporté par quatre colonnes corinthiennes :
- le tabernacle en bois sculpté doré ;
- le sol dallé de pierres tombales anonymes avec croix et épée ;
- sous l'enduit mural très ancien, quelques peintures du XIIIe siècle ;
- deux statues en pierre amputées de tête ou de bras à droite de l'entrée[1].

## Protection
L'église de la Nativité de Notre-Dame est classée à l'inventaire des monuments historiques depuis 1911.